# Liste der Kantone im Département Mayenne
Das Département Mayenne liegt in der Region Pays de la Loire in Frankreich. Es untergliedert sich in drei Arrondissements mit 17 Kantonen (französisch cantons).
Siehe auch: Liste der Gemeinden im Département Mayenne

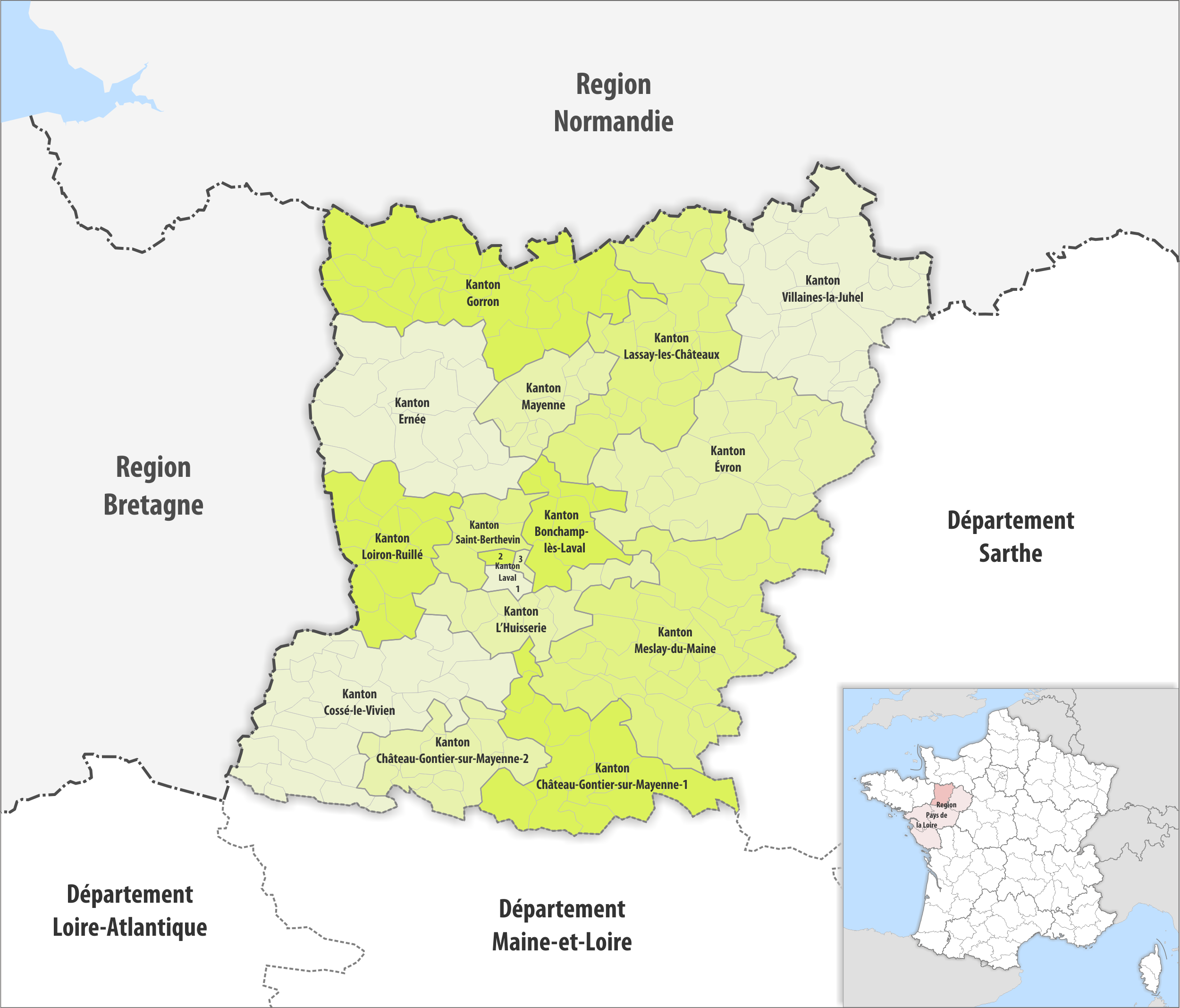
Gemeinden und Kantone im Département Mayenne

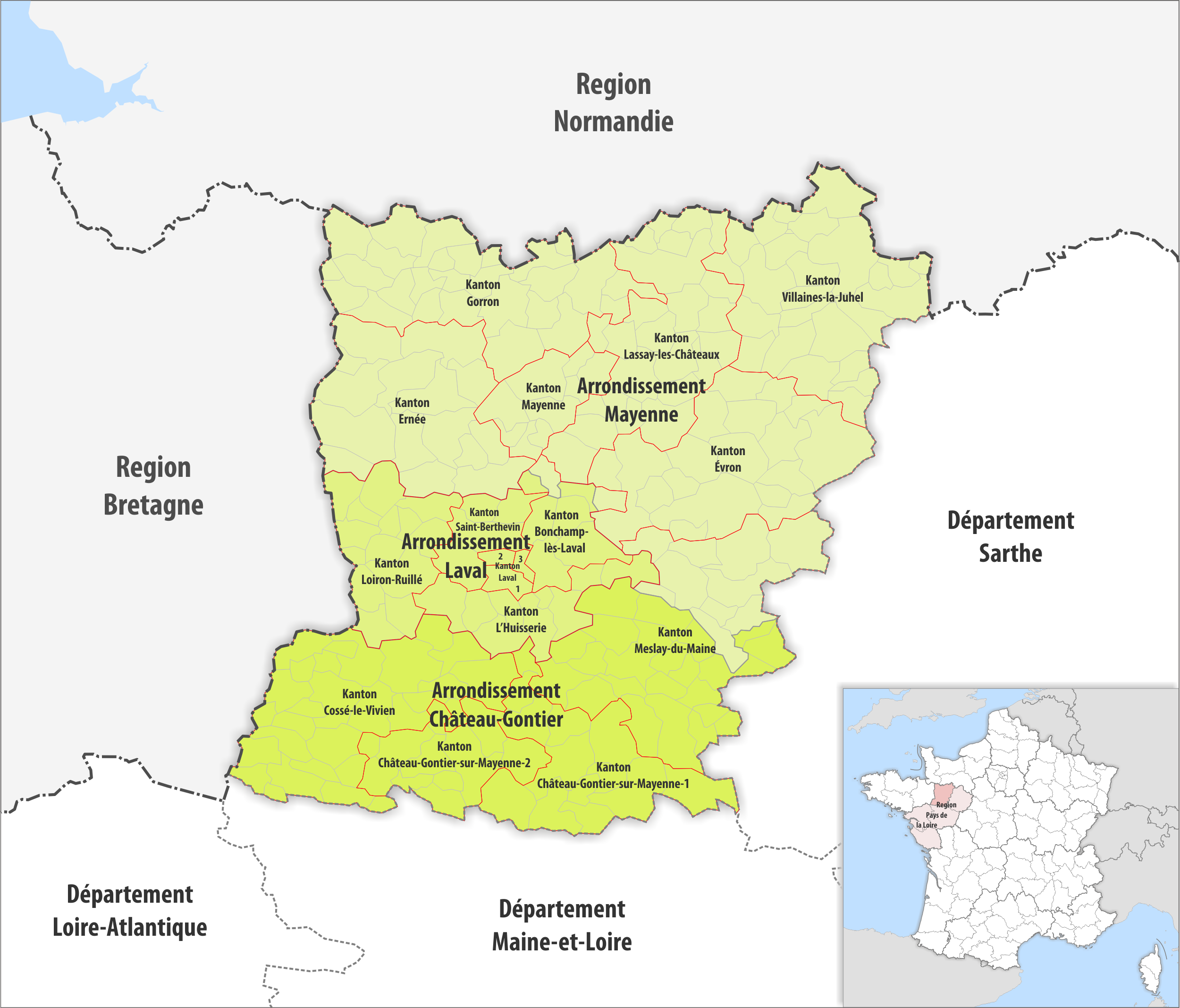
Gemeinden, Arrondissemente und Kantone im Département Mayenne

| Kanton                        | Gemeinden | Einwohner 1. Januar 2022 | Fläche km² | Dichte Einw./km² | Code INSEE | Arrondissement(e)        |
| ----------------------------- | --------- | ------------------------ | ---------- | ---------------- | ---------- | ------------------------ |
| Bonchamp-lès-Laval            | 8         | 16.173                   | 146,01     | 111              | 5302       | Laval, Mayenne           |
| Château-Gontier-sur-Mayenne-1 | 12 1⁄2    | 16.349                   | 355,32     | 46               | 5301       | Château-Gontier          |
| Château-Gontier-sur-Mayenne-2 | 11 1⁄2    | 20.661                   | 216,56     | 95               | 5303       | Château-Gontier          |
| Cossé-le-Vivien               | 29        | 21.518                   | 524,41     | 41               | 5304       | Château-Gontier          |
| Ernée                         | 15        | 20.342                   | 479,15     | 42               | 5305       | Mayenne                  |
| Évron                         | 18        | 21.057                   | 515,80     | 41               | 5306       | Mayenne                  |
| Gorron                        | 27        | 18.256                   | 526,94     | 35               | 5307       | Mayenne                  |
| Lassay-les-Châteaux           | 24        | 17.700                   | 460,76     | 38               | 5309       | Mayenne                  |
| Laval-1                       | 1⁄3       | 18.917                   | 17,82      | 1.062            | 5310       | Laval                    |
| Laval-2                       | 1⁄3       | 16.322                   | 7,44       | 2.194            | 5311       | Laval                    |
| Laval-3                       | 1⁄3       | 14.235                   | 8,96       | 1.589            | 5312       | Laval                    |
| L’Huisserie                   | 9         | 16.010                   | 176,57     | 91               | 5308       | Laval                    |
| Loiron-Ruillé                 | 14        | 17.203                   | 252,86     | 68               | 5313       | Laval                    |
| Mayenne                       | 8         | 18.428                   | 148,60     | 124              | 5314       | Mayenne                  |
| Meslay-du-Maine               | 33        | 20.001                   | 689,88     | 29               | 5315       | Château-Gontier, Mayenne |
| Saint-Berthevin               | 4         | 16.734                   | 100,08     | 167              | 5316       | Laval                    |
| Villaines-la-Juhel            | 26        | 15.531                   | 548,05     | 28               | 5317       | Mayenne                  |
| Département Mayenne           | 240       | 305.437                  | 5.175,21   | 59               | 53         | –                        |

## Liste ehemaliger Kantone
Bis zum Neuzuschnitt der französischen Kantone im März 2015 war das Département Mayenne wie folgt in 32 Kantone unterteilt:
| Arrondissement  | Kantone |
| --------------- | --- |
| Château-Gontier | Bierné, Château-Gontier-Est, Château-Gontier-Ouest, Cossé-le-Vivien, Craon, Grez-en-Bouère, Saint-Aignan-sur-Roë                                                                  |
| Laval           | Argentré, Chailland, Évron, Laval-Est, Laval-Nord-Est, Laval-Nord-Ouest, Laval-Saint-Nicolas, Laval-Sud-Ouest, Loiron, Meslay-du-Maine, Montsûrs, Saint-Berthevin, Sainte-Suzanne |
| Mayenne         | Ambrières-les-Vallées, Bais, Couptrain, Ernée, Gorron, Le Horps, Landivy, Lassay-les-Châteaux, Mayenne-Est, Mayenne-Ouest, Pré-en-Pail, Villaines-la-Juhel                        |